# Ameles limbata
Ameles limbata — один з видів богомолів середземноморського та передньоазійського роду Ameles. Ендемік Канарських островів.

## Ареал та оселища
Поширений на Канарських островах, а саме на Тенерифе та Ла-Пальма, на висоті від 0 до 2100 м над рівнем моря. Відсутній на горі на острові Тенерифе. Обирає рослинність відкритих сонячних місць, часто трапляється на бенкомії (Bencomia exstipulata). Біологія виду здебільшого не вивчена.

## Охорона
У 2016 році вид було внесено до Червоного списку Міжнародного союзу охорони природи зі статусом «уразливий». Чисельність популяції невідома, але за непрямими даними вона може скорочуватися, оскільки на 2000-2015 роки кількість знайдених дорослих особин була невелика. Основні загрози невідомі, але вид може страждати від зникнення природних оселищ через господарчу діяльність людини.